# Mark E. Smith
Mark Edward Smith (5 de marzo de 1957-24 de enero de 2018) fue un cantante, compositor, músico y poeta inglés de humor oscuro. Era el cantante principal, letrista y único miembro constante del grupo post-punk The Fall.
Smith formó The Fall en 1976, después de asistir a un concierto de Sex Pistols en Mánchester en junio de ese año. La banda pasó a contar con más de sesenta miembros diferentes y lanzó 32 álbumes de estudio. El estilo lírico de Smith ha sido descrito como un «humor sombrío, oscuro e irónico». Considerado notoriamente difícil trabajar con él, se lo ha caracterizado como un «extraño tesoro nacional de antimateria», y un ícono de culto duradero. En 2018, murió después de una larga enfermedad, a la edad de 60 años.

## Biografía

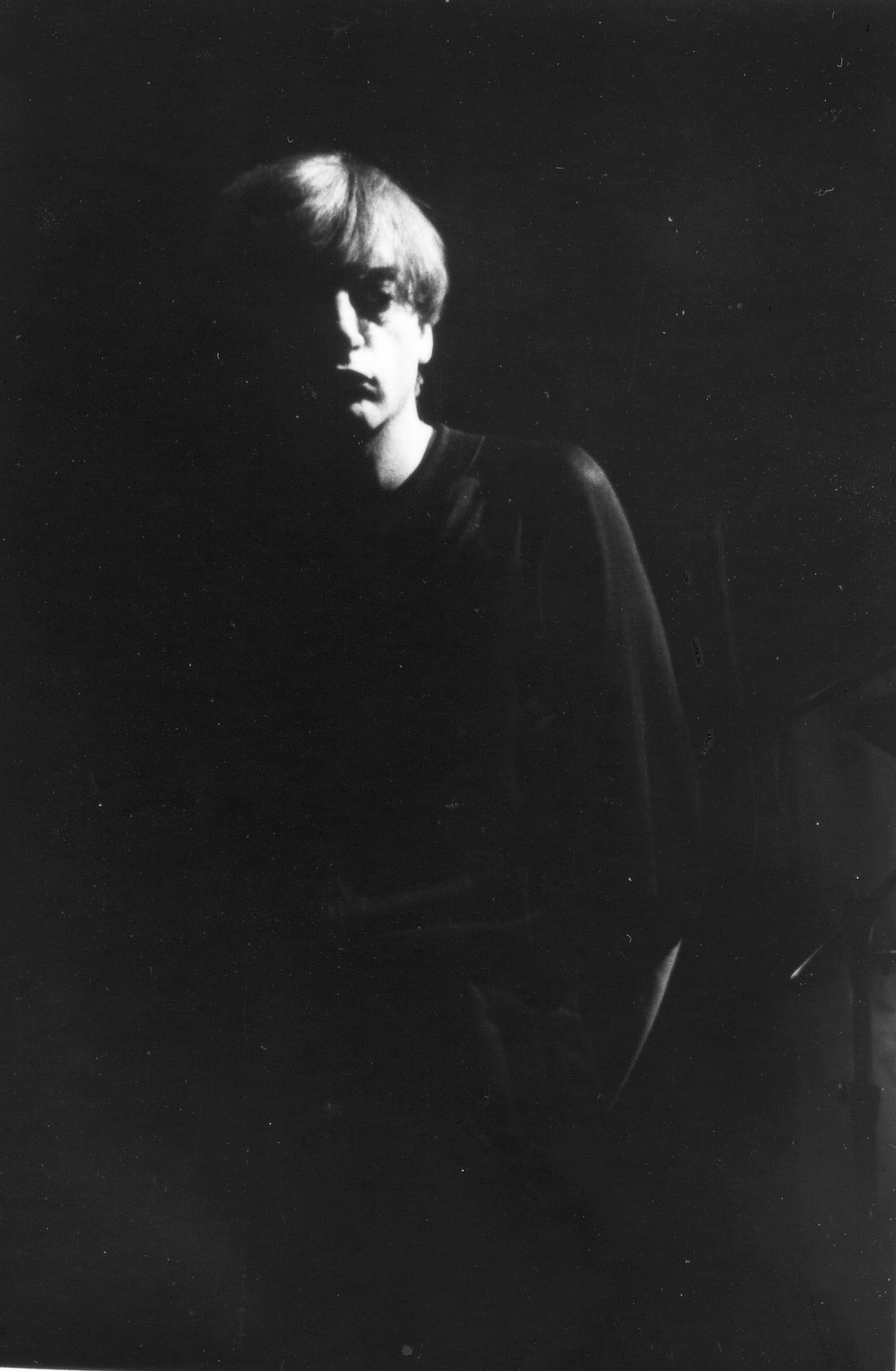
Smith en 1990.

Smith nació en una familia de clase trabajadora conformada por su padre Jack y su madre Irene en Broughton, Ciudad de Salford, Lancashire, Inglaterra, como el mayor de cuatro hermanos: tenía tres hermanas; Suzanne, Caroline y Barbara. La familia se mudó a la cercana Prestwich cuando él tenía seis meses de edad. En su autobiografía, Smith afirma que Alfred Henry Hook, un soldado que luchó en la batalla de Rorke's Drift, fue antepasado de su padre, lo que llevó a la familia Smith a ser invitados de honor en la presentación de la película Zulú, en la que Hook fue interpretado por James Booth. Asistió a la Stand Grammar School antes de partir a los 16 años de su casa, cuando se mudó con su novia, Una Baines. Posteriormente tomó clases nocturnas en literatura. Su primer trabajo fue en una fábrica de carne, antes de que se convirtiera en empleado en los muelles de Mánchester. Originalmente un partidario laborista, luego se unió al Partido Socialista de los Trabajadores. El padre de Smith, Jack, murió repentinamente en 1989 de un ataque al corazón.
Smith formó The Fall, nombrada por una novela de Albert Camus, con sus amigos Martin Bramah, Una Baines y Tony Friel (que acuñó su nombre) después de abandonar la universidad a la edad de 19 años. Originalmente se llamaron The Outsiders, nombre de otra obra de Camus. Abandonó su trabajo poco después para dedicar todas sus energías a la banda, y continuó haciéndolo a partir de ese momento. Smith se casó con la guitarrista estadounidense y compañera de la banda (entre 1983-89 y 1994-96) Brix Smith el 19 de julio de 1983, después de una reunión durante la gira estadounidense de la banda a principios de ese año. Se divorciaron en 1989, y él se volvió a casar dos veces después. Su segunda esposa fue Saffron Prior, que solía trabajar para el club de fanes de la banda, y su matrimonio terminó en 1995. Se casó luego con Eleni Poulou, también llamada Elenor o Elena, en 2001. Poulou se unió a la banda en septiembre de 2002 y renunció en julio de 2016.
En enero de 2005, Smith fue el tema de The Fall: The Wonderful and Frightening World de Mark E. Smith, un documental de televisión de BBC Four. El siguiente agosto recibió un premio por su contribución a la música en los Diesel-U-Music Awards. La autobiografía de Smith, Renegade: El Evangelio según Mark E. Smith, coescrita con el escritor Austin Collins, fue publicada por Viking Books en abril de 2008.
Smith murió el 24 de enero de 2018, a los 60 años, después de una larga enfermedad. Su muerte fue confirmada en el sitio web oficial de The Fall.

## Estilo

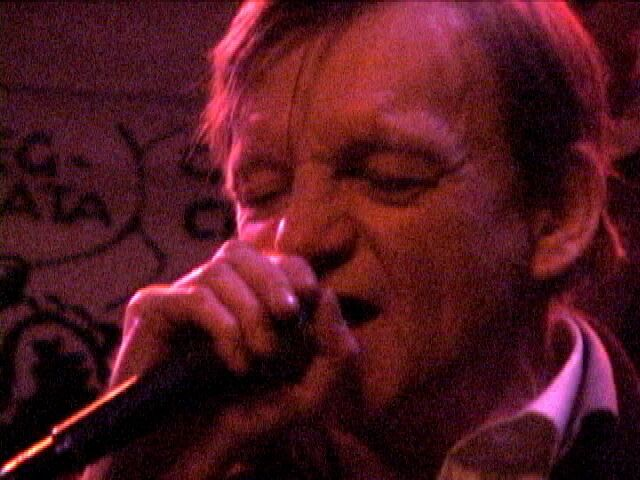
Smith cantando en vivo en Nueva York en 2004.

Musicalmente, las influencias de Smith varían desde bandas británicas de los años 1960 como The Move y The Kinks, hasta artistas estadounidenses como The Doors, The Seeds y Captain Beefheart y el grupo alemán Can.
Las crípticas letras de Smith fueron descritas por el crítico Simon Reynolds como «una especie de realismo mágico del norte de Inglaterra que mezcla la mugre industrial con lo sobrenatural y lo misterioso.» En entrevistas, Smith citó a Colin Wilson, Arthur Machen, Wyndham Lewis, Thomas Hardy, y a Philip K. Dick como influencias, así como a Edgar Allan Poe, Raymond Chandler, y H. P. Lovecraft, cuyo cuento The Color Out of Space leyó en cámara durante la Navidad de 2007 en el sitio web de la BBC Collective.

## Otras actividades artísticas
Además de su trabajo con The Fall, Smith lanzó dos álbumes solistas de palabra hablada: The Post-Nearly Man (1998) y Pander! Panda! Panzer! (2002). Ambos álbumes presentan lecturas de letras de The Fall, muestras de canciones y contribuciones de miembros de la banda.
Smith apareció como vocalista invitado de Edwyn Collins, Elastica, Gorillaz, Long Fin Killie, Mouse on Mars, Coldcut y Ghostigital. Su contribución a la canción de Inspiral Carpets, I Want You, en 1994, ganó reconocimiento como parte de los mejores 20 temas del Reino Unido, encabezó la lista Festive Fifty y resultó en la primera aparición de Smith en el clásico programa de televisión británico Top of the Pops. Trabajó con Mouse on Mars en el proyecto de colaboración Von Südenfed (cuyo primer álbum, Tromatic Reflexxions, se lanzó en mayo de 2007), proporcionó la voz de invitado en la canción Glitter Freeze del álbum de Gorillaz Plastic Beach, y se unió al grupo Shuttleworth para grabar la canción de la Copa del Mundo England's Heartbeat.
En 1986, escribió la obra Hey, Luciani basada en el breve reinado del papa Juan Pablo I. Smith también fue, periódicamente, colaborador invitado de publicaciones como NME. Apareció en papeles de actuación en varios programas de televisión y películas. Hizo un cameo en la película de Michael Winterbottom 24 Hour Party People (2002), mientras que su yo más joven fue interpretado por Sam Riley en una sección que fue eliminada del corte final de la película, pero que aparece como una escena eliminada en el DVD. Smith hizo una aparición en el sitcom Ideal de la BBC Three en mayo de 2007, interpretando a un Jesús tartamudo y fumador.
En una entrevista con John Doren para Vice, Smith expresó su esperanza de completar una banda sonora, pero expresó sus dudas sobre el proceso después de grabar tres pistas para la serie de películas Crepúsculo. En la misma entrevista, haciendo referencia a su difícil reputación, Smith declaró que su orgullo por The Fall estaba parcialmente justificado por el hecho de que nadie jamás comenzaría una banda de tributo a ellos.